# Mindre marulk
Mindre marulk (Lophius budegassa) är en fisk som tillhör familjen marulkfiskar och förekommer i östra Atlanten vid Europas och Afrikas kuster. Den är lik släktingen marulk men har mindre huvud och mer rödbrun färgteckning.

## Utseende
Kroppen är bred och tillplattad ovanifrån samt har ett stort huvud med mycket bred, kraftigt tandbeväpnad mun. Den har flera skinnflikar på kroppens ovansida, om än inte lika många som hos marulken. Stjärtfenspolen är smal, och bukhålan är svart. Den främre ryggfenan har 6 taggstrålar, varav den främsta bildar ett metspöliknande fångstredskap, illiciet, med en skinnflik i spetsen. Den bakre ryggfenan har 8 till 10 mjukstrålar. Ovansidan är gulbrun till gråskär, ibland med vita prickar eller mörka fläckar. Som mest kan den bli 100 cm lång, men är vanligtvis betydligt mindre.

## Vanor
Den mindre marulken finns på djup ner till 650 m (mellan 300 och 1010 i östra Joniska havet). Vanligen håller den sig dock mellan 90 och 170 m. Den har inga större krav på bottenmaterialet annat än att den vill ha mjuka bottnar, även om den i vissa undersökningar tycks vara vanligare på dybotten. Födan består framför allt av fisk (i synnerhet glyskolja, silverfisk och kummel), därnäst bläckfisk och till mindre del kräftdjur. Födan fångas med illiciet, "metspöet", som lockbete. Högsta kända ålder är 21 år.

### Fortplantning
Arten leker under sen vår och försommar. Ynglen är pelagiska tills de nått flera centimeters längd.

## Utbredning
Utbredningsområdet omfattar östra Atlanten från Brittiska öarna över Nordsjön och Medelhavet ner till Senegal.

## Betydelse för människan
Den mindre marulken är föremål för ett kommersiellt fiske. I Adriatiska havet tas den främst med bottentrål.